# IC 1922
IC 1922 ist eine Spiralgalaxie vom Hubble-Typ Sc im Sternbild Pendeluhr am Südsternhimmel. 

Im selben Himmelsareal befinden sich u. a. die Galaxien IC 1923, IC 1925, IC 1929, IC 1932.
Entdeckt wurde das Objekt am 14. Oktober 1898 von DeLisle Stewart.